# Tonnoira plumaria
Tonnoira plumaria är en tvåvingeart som beskrevs av Quate 1996. Tonnoira plumaria ingår i släktet Tonnoira och familjen fjärilsmyggor.
Artens utbredningsområde är Costa Rica. Inga underarter finns listade i Catalogue of Life.